# Festival de la Canción de Eurovisión 1999
El XLIV Festival de la Canción de Eurovisión se celebró en Jerusalén (Israel) el 29 de mayo de 1999. Organizado por la Autoridad de Radiodifusión de Israel (IBA), el evento tuvo lugar en el Centro Internacional de Convenciones y fue conducido por Dafna Dekel, Sigal Shachmon y Yigal Ravid, siendo la primera vez que se utilizaban tres presentadores. 
El evento contó con la participación de 23 países, representados a través de sus radiotelevisiones nacionales en la Unión Europea de Radiodifusión (UER). La ganadora fue Charlotte Nilsson, que representaba a Suecia con el tema «Take me to your heaven».
El certamen conllevó tres importantes cambios que han marcado la historia del festival. La UER eliminó la restricción de idiomas, por lo que ahora los países podían enviar canciones en la lengua que quisieran. Esto supuso un aumento significativo de los temas en idioma inglés. En segundo lugar, la IBA se deshizo de la orquesta por razones presupuestarias, sin que se haya vuelto a recuperar en otras ediciones; desde entonces todas las canciones se interpretan en directo con música pregrabada. Por último, se aprobó que los cuatro mayores contribuyentes de la UER —Alemania, España, Francia y Reino Unido— obtuvieran plaza en la final independientemente de su resultado, lo que terminó creando el concepto «Big Four».

## Organización

### Sede del festival

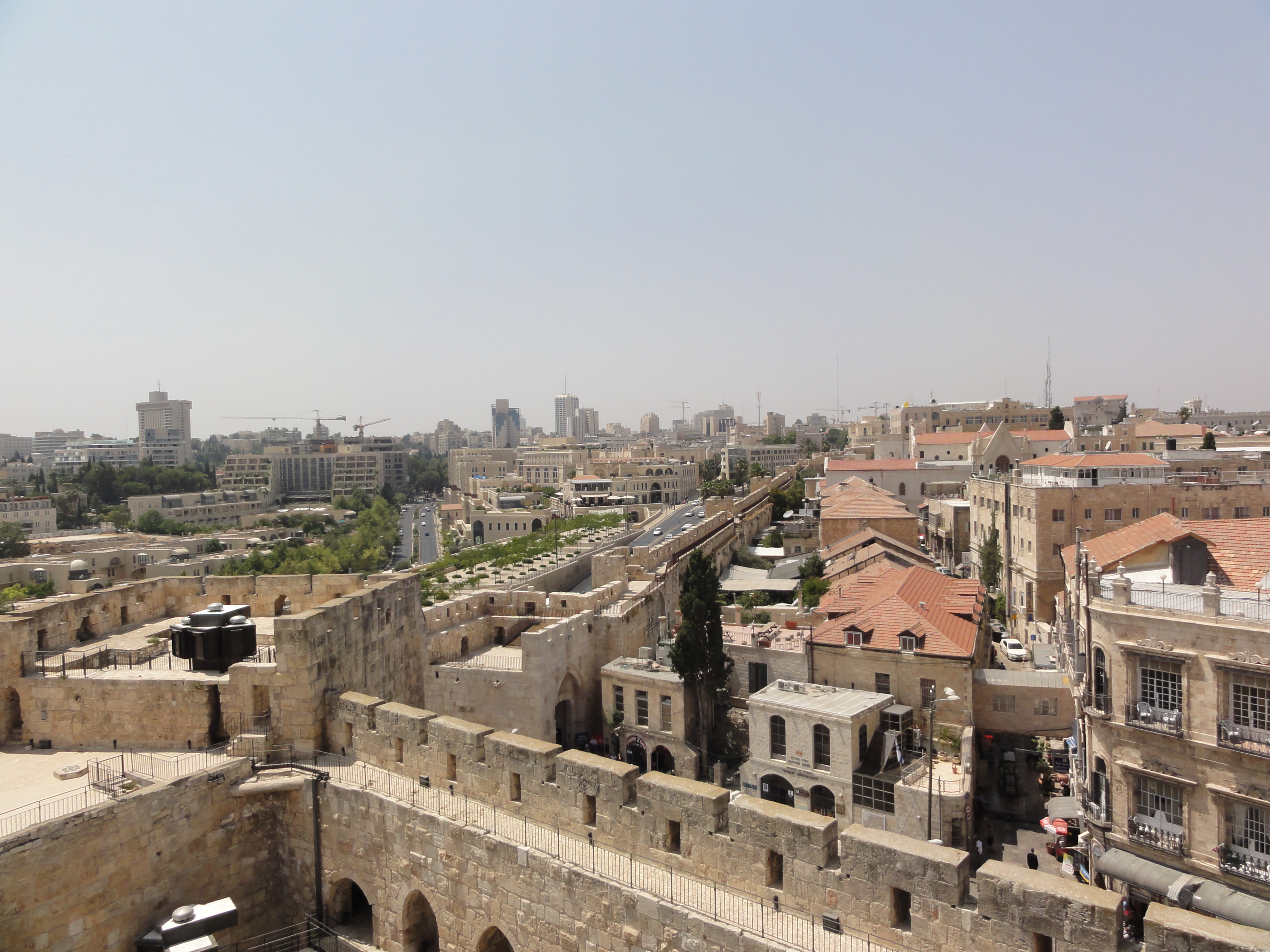
Vista panorámica de Jerusalén desde la Torre de David.

Después de la victoria de Dana International en el Festival de la Canción de Eurovisión 1998 con la canción «Diva», la Autoridad de Radiodifusión de Israel (IBA) recibió la invitación para organizar la siguiente edición.
En las semanas posteriores al triunfo de Dana, una cantante transgénero, la comunidad de judíos ultraortodoxos presionó al gobierno israelí para que el certamen no se organizara en Israel. El gabinete del primer ministro Benjamín Netanyahu dependía de partidos como el Shas, representante de los jaredís, cuyo viceministro de salud Shlomo Benizri llegó a definir a Dana como «un híbrido que no puede representar al pueblo elegido». De hecho, la cantante había sido amenazada de muerte por algunos radicales antes del concurso.
A pesar del rechazo jaredí, el gobierno de Israel garantizó su apoyo a la IBA para organizar Eurovisión en las fechas previstas. Tanto Netanyahu como el alcalde jerosolimitano, Ehud Ólmert, vieron en el certamen una oportunidad de promoción internacional que no podían dejar escapar, tanto para el Estado de Israel como para Jerusalén como destino turístico. Por otra parte, y pese a las amenazas, Dana se había convertido en una figura muy popular dentro de la sociedad israelí.
Por razones presupuestarias la sede elegida fue el Auditorio Ussishkin del Centro Internacional de Convenciones de Jerusalén, que ya había acogido el Festival de Eurovisión 1979. Hasta la fecha, es la última edición de Eurovisión que se ha celebrado en una sala de conciertos. A su aforo ya de por sí limitado se añadió una reducción de butacas para construir el escenario, por lo que el teatro se llenó con menos de 2.000 espectadores, cifra muy inferior a la de años posteriores.

### Reglamento
El Festival de Eurovisión 1999 introdujo tres cambios importantes para el futuro del concurso, relativos a la música en directo, al idioma de las canciones y a la participación de países.
Por primera vez en la historia del certamen, la televisión organizadora había prescindido de la orquesta alegando razones económicas, sin que haya vuelto a recuperarse en otras ediciones. Históricamente los países debían recurrir a música en directo con su propio director de orquesta, pero desde 1997 podían utilizar música pregrabada. Sí se mantuvo la obligatoriedad de las voces en directo, tanto las principales como los coristas, y la prohibición de los coros pregrabados. Eso no impidió que Croacia presentase su canción María Magdalena con coros pregrabados. Aunque la UER le permitió actuar y el país balcánico quedó en cuarto lugar, la organización le sancionó con una deducción del 33% de la puntuación final. De haber obtenido un puesto peor, no habría podido concursar en la edición del 2000.
Sobre el idioma de las canciones, la UER puso fin a la limitación de que cada país cantase en sus respectivas lenguas oficiales. En su lugar, cada televisión podía elegir el idioma que quisiera. Esta medida incrementó significativamente el número de composiciones en inglés, un idioma que hasta entonces solo podían utilizar Reino Unido, Irlanda y Malta. Debe tenerse en cuenta que la UER ya había permitido libertad de idiomas entre las ediciones de 1973 y 1977.
La organización decidió también que los cuatro mayores contribuyentes de la UER —Alemania, España, Francia y Reino Unido— obtuviesen una plaza en la final independientemente de su resultado. Los países con peor promedio de puntuación en los últimos cinco años no podían participar en la siguiente edición.

## Países participantes
La cifra de participantes se redujo a 23 países, dos menos que en la anterior edición. En esta ocasión regresaban Austria, Bosnia y Herzegovina, Dinamarca, Islandia y Lituania; los cuatro primeros se habían quedado fuera en 1998 por el sistema de promedio, mientras que el estado báltico llevaba cinco años sin participar.
Se había reservado una plaza para el debut de Letonia, pero su televisión pública se retiró antes de presentar una candidatura. Por promedio estaban eliminadas Eslovaquia, Finlandia, Grecia, Hungría, Macedonia, Rumanía y Suiza. Además, Rusia quedó excluida porque no había emitido la final de Eurovisión 1998, en la que no participaba, por ninguno de sus dos servicios estatales (ORT1 y RTR).

### Canciones y selección
| País y TV                | Título original de la canción            | Artista                       | Proceso y fecha de selección                              |
| País y TV                | Traducción al español                    | Idiomas                       | Proceso y fecha de selección                              |
| ------------------------ | ---------------------------------------- | ----------------------------- | --------------------------------------------------------- |
| Alemania NDR             | «Reise nach Jerusalem - Kudüs'e seyahat» | Sürpriz                       | Countdown Grand Prix 1999, 12-03-1999                     |
| Alemania NDR             | Viaje a Jerusalén                        | Alemán, Turco e Inglés        | Countdown Grand Prix 1999, 12-03-1999                     |
| Austria ORF              | «Reflection»                             | Bobbie Singer                 | Elección interna.                                         |
| Austria ORF              | Reflejo                                  | Inglés                        | Elección interna.                                         |
| Bélgica VRT              | «Like the wind»                          | Vanessa Chinitor              | Eurosong '99, 28-02-1999                                  |
| Bélgica VRT              | Como el viento                           | Inglés                        | Eurosong '99, 28-02-1999                                  |
| Bosnia y Herzegovina BHT | «Putnici»                                | Dino Merlin y Béatrice        | BH Eurosong 1999, 06-03-1999                              |
| Bosnia y Herzegovina BHT | Viajeros                                 | Bosnio y Francés              | BH Eurosong 1999, 06-03-1999                              |
| Chipre CyBC              | «Tha'nai Erotas»                         | Marlen Angelidou              | Selección nacional, 09-02-1999                            |
| Chipre CyBC              | Será amor                                | Griego                        | Selección nacional, 09-02-1999                            |
| Croacia HRT              | «Marija Magdalena»                       | Doris Dragović                | Dora 1999, 07-03-1999                                     |
| Croacia HRT              | María Magdalena                          | Croata                        | Dora 1999, 07-03-1999                                     |
| Dinamarca DR             | «This time I mean it»                    | Trine Jepsen y Michael Teschl | Dansk Melodi Grand Prix 1999, 13-03-1999                  |
| Dinamarca DR             | Esta vez voy en serio                    | Inglés                        | Dansk Melodi Grand Prix 1999, 13-03-1999                  |
| Eslovenia RTVSLO         | «For a thousand years»                   | Darja Švajger                 | EMA 1999, 26-02-1999                                      |
| Eslovenia RTVSLO         | Por miles de años                        | Inglés                        | EMA 1999, 26-02-1999                                      |
| España TVE               | «No quiero escuchar»                     | Lydia                         | Elección interna, 09-03-1999                              |
| España TVE               | -                                        | Español                       | Elección interna, 09-03-1999                              |
| Estonia ETV              | «Diamond of night»                       | Evelin Samuel y Camille       | Eurolaul 1999, 30-01-1999                                 |
| Estonia ETV              | Diamante de noche                        | Inglés                        | Eurolaul 1999, 30-01-1999                                 |
| Francia France 3         | «Je veux donner ma voix»                 | Nayah                         | Selección nacional, 02-03-1999                            |
| Francia France 3         | Quiero dar mi voz                        | Francés                       | Selección nacional, 02-03-1999                            |
| Irlanda RTÉ              | «When you need me»                       | The Mullans                   | Selección nacional, 07-03-1999                            |
| Irlanda RTÉ              | Cuando me necesites                      | Inglés                        | Selección nacional, 07-03-1999                            |
| Islandia RÚV             | «All out of luck»                        | Selma Björnsdóttir            | Elección interna.                                         |
| Islandia RÚV             | Sin nada de suerte                       | Inglés                        | Elección interna.                                         |
| Israel IBA               | «Happy birthday (Yom huledet)»           | Eden                          | Elección interna.                                         |
| Israel IBA               | Feliz cumpleaños                         | Hebreo e Inglés               | Elección interna.                                         |
| Lituania LRT             | «Strazdas»                               | Aistė Smilgevičiūtė           | Selección nacional, 31-12-1998                            |
| Lituania LRT             | El tordo                                 | Samogitiano                   | Selección nacional, 31-12-1998                            |
| Malta PBS                | «Believe 'n peace»                       | Times Three                   | Selección nacional, 20-02-1999                            |
| Malta PBS                | Cree en la paz                           | Inglés                        | Selección nacional, 20-02-1999                            |
| Noruega NRK              | «Living my life without you»             | Stig Van Eijk                 | Melodi Grand Prix 1999, 27-02-1999                        |
| Noruega NRK              | Viviendo mi vida sin ti                  | Inglés                        | Melodi Grand Prix 1999, 27-02-1999                        |
| Países Bajos NOS         | «One good reason»                        | Marlayne                      | Nationaal Songfestival, 14-03-1999                        |
| Países Bajos NOS         | Una buena razón                          | Inglés                        | Nationaal Songfestival, 14-03-1999                        |
| Polonia TVP              | «Przytul mnie mocno»                     | Mietek Szczesniak             | Elección interna.                                         |
| Polonia TVP              | Abrázame fuerte                          | Polaco                        | Elección interna.                                         |
| Portugal RTP             | «Como tudo começou»                      | Rui Bandeira                  | Festival da Canção 1999, 08-03-1999                       |
| Portugal RTP             | Como comenzó todo                        | Portugués                     | Festival da Canção 1999, 08-03-1999                       |
| Reino Unido BBC          | «Say it again»                           | Precious                      | The Great British Song Contest 1999, 07-03-1999           |
| Reino Unido BBC          | Dilo otra vez                            | Inglés                        | The Great British Song Contest 1999, 07-03-1999           |
| Suecia SVT               | «Take me to your heaven»                 | Charlotte Nilsson             | Melodifestivalen 1999, 27-02-1999                         |
| Suecia SVT               | Llévame a tu cielo                       | Inglés                        | Melodifestivalen 1999, 27-02-1999                         |
| Turquía TRT              | «Dön artık»                              | Tuğba Önal y Mistik           | 22. Eurovision Şarkı Yarışması Türkiye Finali, 12-03-1999 |
| Turquía TRT              | Vuelve                                   | Turco                         | 22. Eurovision Şarkı Yarışması Türkiye Finali, 12-03-1999 |

### Artistas que regresan
- Doris Dragović: la artista dálmata había representado a Yugoslavia en Eurovisión 1986, quedando en undécima posición, y regresaba con Croacia como estado independiente.
- Darja Švajger: representante de Eslovenia en Eurovisión 1995, en la que obtuvo una séptima posición.

### Idiomas
La libertad de elección de idioma conllevó que la mayoría de países llegaran a Israel con temas total o parcialmente en inglés. De los 23 participantes, 12 cantaron solo en inglés —entre ellos Suecia, eventual ganadora— y otros dos incluyeron frases en ese idioma. Otros países optaron por lenguas distintas a su idioma nacional: Lituania volvió al concurso con un tema en samogitiano, hablado por poco más de 500 000 habitantes, y Alemania hizo un guiño a la comunidad turca del país con la elección de Sürpriz y «Reise nach Jerusalem», interpretada en tres idiomas: alemán, turco e inglés. Además, añadieron frases en hebreo durante el directo.

## El festival

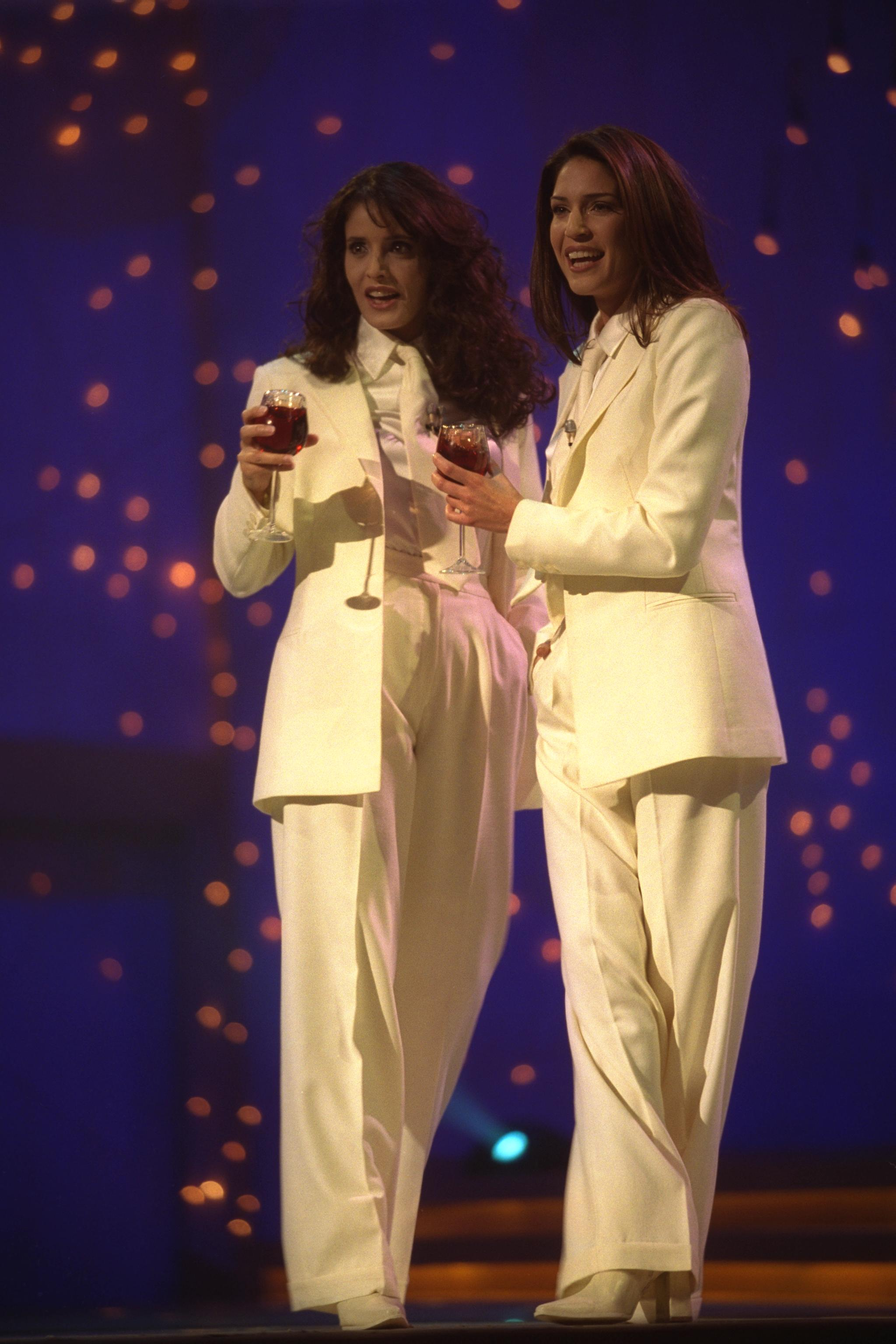
Dafna Dekel y Sigal Shachmon, presentadoras del Festival de 1999.

La final de Eurovisión se celebró el 29 de mayo de 1999, a partir de las 22:00 horas (GMT+2). Por primera vez hubo tres presentadores sobre el escenario: la cantante Dafna Dekel (representante israelí en 1992), la actriz Sigal Shachmon y el locutor Yigal Ravid.
La temática de la gala hizo numerosas menciones tanto a la historia como al significado religioso de Jerusalén; los videos de introducción de las canciones (conocidos como «postales») referenciaban leyendas religiosas del cristianismo, el judaísmo y el islam, fusionadas en la vida cotidiana de Israel. Además hubo un homenaje al veterano presentador Terry Wogan, comentarista británico de Eurovisión desde 1971, que desde su cabina deseó «mazel tov» a todos los presentes. El escenario estaba decorado con motivos astrales en alusión al cambio de milenio.
El sorteo previo determinó que Lituania abriese el concurso, mientras que su vecina Estonia sería el último participante. Por primera vez, las actuaciones quedaban divididas en dos bloques para que las televisiones pudieran meter publicidad. La edición de 1999 fue la segunda en la historia de Eurovisión que contó exclusivamente con voto telefónico. La actuación del descanso corrió a cargo de la vencedora del año anterior, Dana International, que interpretó una versión de «Free» de Stevie Wonder.
Islandia despuntó en las primeras votaciones con Selma Björnsdóttir y «All out of luck», un tema de pop electrónico que llegaba a la final como favorita de la prensa. Sin embargo, al llegar al ecuador se vio superada por Suecia, que participaba con Charlotte Nilsson y la canción schlager «Take me to your heaven». Ambas candidaturas compitieron por el primer puesto hasta la penúltima votación de Bosnia y Herzegovina, que otorgó su máxima puntuación a Suecia y dejó sin recompensa a la propuesta islandesa. La ventaja final de los escandinavos fue de 17 puntos. El tercer puesto fue para Alemania y su homenaje a la ciudad santa, «Reise nach Jerusalem - Kudüs'e seyahat».
Dana International salió de nuevo al escenario para otorgar el premio a Charlotte. La artista israelí quiso hacer una broma con el peso del trofeo, pero sin pretenderlo terminó cayéndose al suelo para sorpresa de los espectadores. Al final de la gala la vencedora interpretó de nuevo «Take me to your heaven», y a diferencia de otras ediciones los concursantes entraron de nuevo al escenario para cantar el «Hallelujah» de Gali Atari y Milk & Honey, en homenaje a las víctimas de la guerra de Kosovo.

### Clasificación

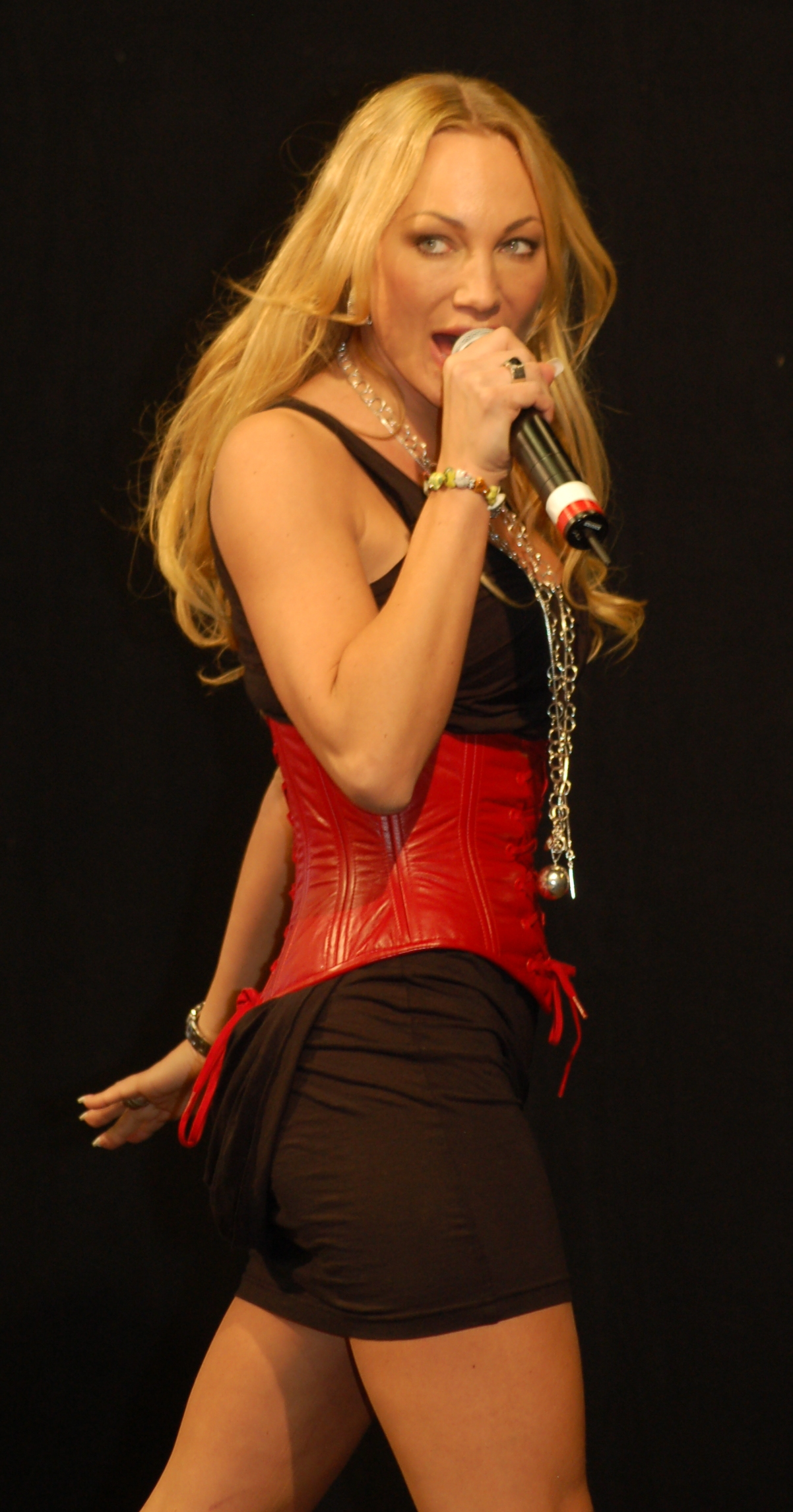
Charlotte Nilsson, ganadora de 1999

- En negrita, países clasificados para la final según el sistema de promedio.

| N.º | País                 | Intérprete(s)                 | Canción                                | Lugar | Puntos |
| --- | -------------------- | ----------------------------- | -------------------------------------- | ----- | ------ |
| 01  | Lituania             | Aistė Smilgevičiūtė           | Strazdas                               | 20    | 13     |
| 02  | Bélgica              | Vanessa Chinitor              | Like the wind                          | 13    | 38     |
| 03  | España               | Lydia                         | No quiero escuchar                     | 23    | 1      |
| 04  | Croacia              | Doris Dragović                | Marija Magdalena                       | 4     | 118    |
| 05  | Reino Unido          | Precious                      | Say it again                           | 12    | 38     |
| 06  | Eslovenia            | Darja Švajger                 | For a thousand years                   | 11    | 50     |
| 07  | Turquía              | Tuğba Önal y Grup Mistik      | Dön artik                              | 16    | 21     |
| 08  | Noruega              | Stig van Eijk                 | Living my life without you             | 14    | 35     |
| 09  | Dinamarca            | Trine Jepsen y Michael Teschl | This time I mean it                    | 9     | 71     |
| 10  | Francia              | Nayah                         | Je veux donner ma voix                 | 19    | 14     |
| 11  | Países Bajos         | Marlayne                      | One good reason                        | 8     | 71     |
| 12  | Polonia              | Mietek Szczesniak             | Przytul mnie mocno                     | 18    | 17     |
| 13  | Islandia             | Selma                         | All out of luck                        | 2     | 146    |
| 14  | Chipre               | Marlain Angelidou             | Tha'ne erotas                          | 22    | 2      |
| 15  | Suecia               | Charlotte Nilsson             | Take me to your Heaven                 | 1     | 163    |
| 16  | Portugal             | Rui Bandeira                  | Como tudo começou                      | 21    | 12     |
| 17  | Irlanda              | The Mullans                   | When you need me                       | 17    | 18     |
| 18  | Austria              | Bobbie Singer                 | Reflection                             | 10    | 65     |
| 19  | Israel               | Eden                          | Happy birthday (Yom huledet)           | 5     | 93     |
| 20  | Malta                | Times Three                   | Believe 'n peace                       | 15    | 32     |
| 21  | Alemania             | Sürpriz                       | Reise nach Jerusalem - Kudüs'e seyahat | 3     | 140    |
| 22  | Bosnia y Herzegovina | Dino y Béatrice               | Putnici                                | 7     | 86     |
| 23  | Estonia              | Evelin Samuel y Camille       | Diamond of night                       | 6     | 90     |

## Votación
Exclusivamente a través del voto telefónico, cada país otorgaba puntos a sus diez canciones preferidas: 12 puntos para la canción con más apoyos, 10 para la segunda, y de 8 a 1 punto para el resto. En caso de problema técnico o fallo de infraestructura, los votos son otorgados por un jurado reserva de ocho miembros. Hubo cuatro países que recurrieron al jurado: Bosnia y Herzegovina, Irlanda, Lituania y Turquía.

### Tabla de puntuaciones
|  | Voto de los espectadores. |

|  | Jurado de reserva. |

|                                                |                      | Votantes           |                   |                    |                         |                      |                    |                    |                      |                    |                             |                    |                     |                   |                   |                     |                    |                    |                   |                  |                     |                                 |                    |    |    |
| Total                                          | Bandera de Lituania  | Bandera de Bélgica | Bandera de España | Bandera de Croacia | Bandera del Reino Unido | Bandera de Eslovenia | Bandera de Turquía | Bandera de Noruega | Bandera de Dinamarca | Bandera de Francia | Bandera de los Países Bajos | Bandera de Polonia | Bandera de Islandia | Bandera de Chipre | Bandera de Suecia | Bandera de Portugal | Bandera de Irlanda | Bandera de Austria | Bandera de Israel | Bandera de Malta | Bandera de Alemania | Bandera de Bosnia y Herzegovina | Bandera de Estonia |    |    |
| Participantes                                  | Lituania             | 13                 |                   | 0                  | 0                       | 2                    | 0                  | 0                  | 0                    | 0                  | 0                           | 0                  | 0                   | 0                 | 0                 | 5                   | 0                  | 0                  | 0                 | 0                | 3                   | 1                               | 0                  | 0  | 2  |
| Participantes                                  | Bélgica              | 38                 | 0                 |                    | 0                       | 4                    | 0                  | 0                  | 0                    | 0                  | 0                           | 2                  | 10                  | 2                 | 0                 | 0                   | 0                  | 0                  | 10                | 0                | 5                   | 0                               | 0                  | 0  | 5  |
| Participantes                                  | España               | 1                  | 0                 | 0                  |                         | 1                    | 0                  | 0                  | 0                    | 0                  | 0                           | 0                  | 0                   | 0                 | 0                 | 0                   | 0                  | 0                  | 0                 | 0                | 0                   | 0                               | 0                  | 0  | 0  |
| Participantes                                  | Croacia              | 118                | 6                 | 5                  | 12                      |                      | 0                  | 12                 | 8                    | 0                  | 0                           | 7                  | 1                   | 7                 | 4                 | 2                   | 1                  | 6                  | 6                 | 8                | 7                   | 5                               | 10                 | 8  | 3  |
| Participantes                                  | Reino Unido          | 38                 | 5                 | 0                  | 4                       | 5                    |                    | 2                  | 4                    | 0                  | 1                           | 0                  | 0                   | 0                 | 0                 | 4                   | 0                  | 0                  | 0                 | 0                | 4                   | 8                               | 0                  | 1  | 0  |
| Participantes                                  | Eslovenia            | 50                 | 10                | 2                  | 2                       | 12                   | 0                  |                    | 0                    | 0                  | 0                           | 1                  | 6                   | 0                 | 0                 | 0                   | 0                  | 0                  | 12                | 0                | 0                   | 0                               | 0                  | 5  | 0  |
| Participantes                                  | Turquía              | 21                 | 0                 | 0                  | 0                       | 0                    | 0                  | 0                  |                      | 4                  | 0                           | 5                  | 0                   | 0                 | 0                 | 0                   | 0                  | 0                  | 0                 | 0                | 0                   | 0                               | 12                 | 0  | 0  |
| Participantes                                  | Noruega              | 35                 | 0                 | 0                  | 0                       | 7                    | 0                  | 0                  | 0                    |                    | 6                           | 0                  | 0                   | 0                 | 7                 | 7                   | 5                  | 0                  | 3                 | 0                | 0                   | 0                               | 0                  | 0  | 0  |
| Participantes                                  | Dinamarca            | 71                 | 0                 | 0                  | 5                       | 0                    | 5                  | 5                  | 0                    | 0                  |                             | 0                  | 0                   | 1                 | 12                | 8                   | 8                  | 3                  | 7                 | 5                | 2                   | 4                               | 0                  | 0  | 6  |
| Participantes                                  | Francia              | 14                 | 2                 | 0                  | 0                       | 0                    | 0                  | 0                  | 2                    | 8                  | 0                           |                    | 0                   | 0                 | 0                 | 0                   | 0                  | 0                  | 2                 | 0                | 0                   | 0                               | 0                  | 0  | 0  |
| Participantes                                  | Países Bajos         | 71                 | 4                 | 12                 | 3                       | 0                    | 8                  | 3                  | 5                    | 0                  | 7                           | 0                  |                     | 0                 | 6                 | 0                   | 4                  | 2                  | 1                 | 4                | 6                   | 2                               | 0                  | 4  | 0  |
| Participantes                                  | Polonia              | 17                 | 7                 | 0                  | 0                       | 0                    | 0                  | 0                  | 0                    | 0                  | 0                           | 0                  | 0                   |                   | 0                 | 0                   | 0                  | 0                  | 0                 | 0                | 0                   | 0                               | 4                  | 6  | 0  |
| Participantes                                  | Islandia             | 146                | 8                 | 8                  | 10                      | 0                    | 10                 | 0                  | 10                   | 10                 | 12                          | 0                  | 7                   | 4                 |                   | 12                  | 12                 | 4                  | 4                 | 2                | 10                  | 10                              | 3                  | 0  | 10 |
| Participantes                                  | Chipre               | 2                  | 0                 | 0                  | 0                       | 0                    | 2                  | 0                  | 0                    | 0                  | 0                           | 0                  | 0                   | 0                 | 0                 |                     | 0                  | 0                  | 0                 | 0                | 0                   | 0                               | 0                  | 0  | 0  |
| Participantes                                  | Suecia               | 163                | 3                 | 7                  | 6                       | 0                    | 12                 | 7                  | 6                    | 12                 | 10                          | 3                  | 8                   | 6                 | 10                | 6                   |                    | 10                 | 5                 | 6                | 8                   | 12                              | 2                  | 12 | 12 |
| Participantes                                  | Portugal             | 12                 | 0                 | 0                  | 0                       | 0                    | 0                  | 0                  | 0                    | 0                  | 0                           | 12                 | 0                   | 0                 | 0                 | 0                   | 0                  |                    | 0                 | 0                | 0                   | 0                               | 0                  | 0  | 0  |
| Participantes                                  | Irlanda              | 18                 | 12                | 0                  | 0                       | 0                    | 4                  | 0                  | 1                    | 1                  | 0                           | 0                  | 0                   | 0                 | 0                 | 0                   | 0                  | 0                  |                   | 0                | 0                   | 0                               | 0                  | 0  | 0  |
| Participantes                                  | Austria              | 65                 | 0                 | 6                  | 0                       | 0                    | 7                  | 4                  | 0                    | 6                  | 3                           | 0                  | 2                   | 3                 | 8                 | 1                   | 7                  | 5                  | 0                 |                  | 0                   | 0                               | 5                  | 0  | 8  |
| Participantes                                  | Israel               | 93                 | 0                 | 3                  | 8                       | 8                    | 0                  | 1                  | 3                    | 2                  | 2                           | 10                 | 4                   | 10                | 1                 | 10                  | 3                  | 8                  | 0                 | 1                |                     | 6                               | 7                  | 2  | 4  |
| Participantes                                  | Malta                | 32                 | 0                 | 0                  | 0                       | 6                    | 6                  | 0                  | 0                    | 0                  | 0                           | 0                  | 0                   | 0                 | 0                 | 3                   | 0                  | 1                  | 0                 | 7                | 0                   |                                 | 1                  | 7  | 1  |
| Participantes                                  | Alemania             | 140                | 0                 | 10                 | 7                       | 3                    | 1                  | 6                  | 12                   | 3                  | 5                           | 8                  | 12                  | 12                | 5                 | 0                   | 2                  | 12                 | 0                 | 10               | 12                  | 3                               |                    | 10 | 7  |
| Participantes                                  | Bosnia & Herzegovina | 86                 | 0                 | 1                  | 0                       | 10                   | 0                  | 10                 | 7                    | 7                  | 8                           | 6                  | 3                   | 5                 | 3                 | 0                   | 6                  | 0                  | 0                 | 12               | 0                   | 0                               | 8                  |    | 0  |
| Participantes                                  | Estonia              | 90                 | 1                 | 4                  | 1                       | 0                    | 3                  | 8                  | 0                    | 5                  | 4                           | 4                  | 5                   | 8                 | 2                 | 0                   | 10                 | 7                  | 8                 | 3                | 1                   | 7                               | 6                  | 3  |    |
| La tabla está ordenada por orden de aparición. |                      |                    |                   |                    |                         |                      |                    |                    |                      |                    |                             |                    |                     |                   |                   |                     |                    |                    |                   |                  |                     |                                 |                    |    |    |

### Portavoces
La lista de portavoces de los votos está ordenada según su aparición:
| - Lituania - Andrius Tapinas - Bélgica - Sabine De Vos - España - Hugo de Campos (Presentador de «Música sí») - Croacia - Marko Rašica - Reino Unido - Colin Berry - Eslovenia - Mira Berginc - Turquía - Osman Erkan - Noruega - Ragnhild Sælthun Fjørtoft | - Dinamarca - Kirsten Siggaard - Francia - Marie Myriam - Países Bajos - Edsilia Rombley - Polonia - Jan Chojnacki - Islandia - Áslaug Dóra Eyjólfsdóttir - Chipre - Marina Maleni - Suecia - Pontus Gårdinger (Presentador de TV) - Portugal - Manuel Luís Goucha (Presentador de TV) | - Irlanda - Clare McNamara - Austria - Dodo Roščić - Israel - Yoav Ginai (Compositor de «Diva») - Malta - Nirvana Azzopardi - Alemania - Renan Demirkan (Actriz) - Bosnia y Herzegovina - Segmedina Srna - Estonia - Mart Sander (Presentador de TV) |

### Máximas puntuaciones
| N. | A                    | De                                                         |
| -- | -------------------- | ---------------------------------------------------------- |
| 5  | Alemania             | Turquía, Países Bajos, Polonia, Portugal, Israel           |
| 5  | Suecia               | Reino Unido, Noruega, Malta, Bosnia y Herzegovina, Estonia |
| 3  | Islandia             | Dinamarca, Chipre, Suecia                                  |
| 2  | Croacia              | España, Eslovenia                                          |
| 2  | Eslovenia            | Croacia, Irlanda                                           |
| 1  | Bosnia y Herzegovina | Austria                                                    |
| 1  | Dinamarca            | Islandia                                                   |
| 1  | Irlanda              | Lituania                                                   |
| 1  | Países Bajos         | Bélgica                                                    |
| 1  | Portugal             | Francia                                                    |
| 1  | Turquía              | Alemania                                                   |

## Controversias

### Protestas del judaísmo ortodoxo
La televisión israelí programó la final el 30 de mayo por la noche, pero no pudo evitar que el ensayo general del viernes coincidiera con el shabat, día sagrado de la semana judía. La comunidad de judíos ortodoxos, ya reacia al concurso por la victoria de Dana, se movilizó para exigir otra fecha de ensayos y amenazaron con boicotearlos. En sus protestas contaron con el apoyo de partidos de la coalición de gobierno como el Shas y el Mafdal. La IBA no cambió el calendario previsto por la UER pero sí impidió la entrada de público, algo insólito porque en aquella época ya se vendían entradas para ese pase. Como el shabat termina en la puesta de sol del sábado, la final pudo celebrarse con normalidad.

### Canciones eliminadas
El reglamento de Eurovisión establece que las canciones presentadas deben ser temas inéditos. A dos meses de la final, Alemania tuvo que cambiar su canción porque la primera representante violaba esa norma. Corinna May había vencido la preselección nacional con «Hör' den Kindern einfach zu», pero al día siguiente se descubrió que había sido publicado en inglés bajo el título «Where Have All The Good Times Gone?», lo que suponía su descalificación automática. De este modo la representación pasó al grupo germano-turco Sürpriz, que había quedado en segundo lugar con un tema escrito por Ralph Siegel. May lograría representar a Alemania tres años más tarde con «I Can't Live Without Music».
Bosnia y Herzegovia vivió una situación similar en su preselección nacional. El vencedor de la final fue Hari Mata Hari con la balada «Starac i more», pero su tema no pudo ser inscrito porque tampoco era inédito. La plaza pasó al subcampeón, el dúo formado por Dino Merlin y Béatrice Poulot, que pese a quedar en séptimo lugar no evitó la eliminación por culpa del sistema de promedio. Siete años más tarde, Hari Mata Hari representó a su país Eurovisión 2006 y obtuvo el tercer puesto.

### Coros pregrabados de Croacia
En el certamen la representante de Croacia, Doris Dragović, interpretó su tema «Marija Magdalena» con coros masculinos pregrabados, algo prohibido según el reglamento. Después de que la delegación noruega —encabezada por Jon Ola Sand— lo denunciara ante la UER, la organización sancionó a la televisión croata con la deducción del 33% de los puntos en el promedio clasificatorio. La medida no afectó al cuarto puesto obtenido en la clasificación.